# (2826) Ahti
(2826) Ahti es un asteroide perteneciente al cinturón exterior de asteroides descubierto por Yrjö Väisälä desde el Observatorio de Iso-Heikkilä, en Turku, Finlandia, el 18 de octubre de 1939.

## Designación y nombre
Ahti se designó al principio como 1939 UJ.
Más tarde, en 1983, recibió su nombre por Ahti, un diosecillo de la mitología finlandesa.

## Características orbitales
Ahti está situado a una distancia media del Sol de 3,223 ua, pudiendo acercarse hasta 3,073 ua y alejarse hasta 3,373 ua. Su excentricidad es 0,04641 y la inclinación orbital 15,46 grados. Emplea en completar una órbita alrededor del Sol 2113 días.

## Características físicas
La magnitud absoluta de Ahti es 11. Tiene 36,71 km de diámetro y un periodo de rotación de 24 horas. Su albedo se estima en 0,0628.